# Tianzhou 4
Das Frachtraumschiff Tianzhou 4 (chinesisch 天舟四号, Pinyin Tiānzhōu Sìhào) startete am 9. Mai 2022 mit einer Trägerrakete vom Typ Langer Marsch 7 zur Chinesischen Raumstation. Neben Versorgungsgütern und etwas Treibstoff brachte der Frachter auch Ersatzteile zur Station. Am 14. November 2022 wurde er über dem Südpazifik kontrolliert zum Absturz gebracht.

## Missionsverlauf

### Start und Anflug
Tianzhou 4 wurde am 9. Mai 2022 um 17:56 Uhr UTC von der Startrampe 201 des Kosmodroms Wenchang mit einer Trägerrakete vom Typ Langer Marsch 7 gestartet. Zehn Minuten nach dem Start war der Zielorbit erreicht und das Raumschiff wurde von der Trägerrakete abgetrennt. Um 18:23 Uhr UTC wurden die Solarmodule entfaltet.
Am 10. Mai 2021 um 00:54 Uhr UTC, knapp sieben Stunden nach dem Start, dockte Tianzhou 4 an der Heckschleuse des zu diesem Zeitpunkt unbesetzten Kernmoduls Tianhe an. Die Mannschaft von Shenzhou 13 hatte die Chinesische Raumstation am 15. April 2022 verlassen. An der Bugschleuse war seit dem 20. April 2022 der alte Frachter Tianzhou 3 angekoppelt.
Bei dieser Mission verwendete die Trägerrakete eine iterative Steuerung wie sie erstmals 2011 beim Start des Raumlabors Tiangong 1 mit einer Trägerrakete vom Typ Langer Marsch 2F/T erprobt wurde.
An sich muss der alle 23 Stunden 32 Minuten wiederkehrende Startzeitpunkt genau eingehalten werden, aber da sich die Rakete bei dieser Steuermethode selbstständig etwas andere Bahnen zur Raumstation suchen kann, erweiterte sich das Startfenster auf ±2 Minuten vom Nullpunkt.

### Ladung
Bei der Mission Tianzhou 4 wurden neben 750 kg Treibstoff gut 200 Frachtstücke zur Chinesischen Raumstation gebracht, sowohl Versorgungsgüter als auch Ersatzteile und Geräte für das Wissenschaftsmodul Wentian (darunter ein Kühlschrank) sowie Material für wissenschaftliche Experimente auf den Gebieten Werkstoffkunde, Mikrogravitation und Weltraummedizin. Wie bei allen Missionen seit Shenzhou 9 waren auch wieder Pflanzensamen an Bord, die im Orbit über einen längeren Zeitraum der Weltraumstrahlung ausgesetzt werden, um so zum Beispiel Teesorten zu züchten, die auch in höheren Berglagen angebaut werden können.
Die bestrahlten Samen wurden von der Besatzung von Shenzhou 14 bei ihrer Rückkehr am 4. Dezember 2022 in der Landekapsel des Raumschiffs mit zur Erde genommen.
Ein Teil der Fracht war in Tragegestellen befestigt, der größte Teil jedoch in 175 Pakete mit einem Gesamtgewicht von 4,08 t verpackt; das größte Einzelstück war ein mehr als 100 kg schwerer Momentenkreisel für das Wissenschaftsmodul Wentian.
Das Gesamtgewicht der Ladung betrug 6 t. Aus Platzersparnisgründen wurden bei dieser Mission die zur Stoßdämpfung in den Paketen verwendeten Schaumstoffstücke verkleinert und im Frachter stattdessen Gasdruckdämpfer verwendet. Zum leichteren Auffinden von Gegenständen wurden die Griffschlaufen der Pakete in unterschiedlichen Farben gefertigt, die unterschiedlichem Inhalt (Nahrung, Ersatzwäsche etc.) entsprechen.
Dabei wurden speziell beruhigende Farben wie dunkelblau oder hellblau verwendet, kein rot, um die psychische Belastung der Raumfahrer zu reduzieren.

### Zhixing 3A
Außen am Frachter, am abgeschrägten Übergang vom Servicemodul zum Frachtmodul, war eine „Abschussvorrichtung“ für den im X-Band arbeitenden SAR-Satelliten Zhixing 3A (智星三号A星) angebracht. Der knapp 10 kg schwere Cubesat im 6U-Format (10 × 20 × 30 cm), der auch eine Kamera mit Weitwinkelobjektiv besitzt, wurde von der Shaanxi Smart Satellite GmbH, Peking (陕西智星空间科技有限公司) zusammen mit dem 12. Forschungsinstitut der China Electronics Technology Group Corporation entwickelt, das die vakuumtauglichen Wellenleiter beisteuerte. Der Satellit soll zusammen mit dem am 22. Dezember 2020 mit einer Trägerrakete vom Typ Langer Marsch 8 gestarteten Zhixing 1A, auch bekannt als ET-Smart-RSS, und zehn weiteren SAR-Satelliten die sogenannte „Seidenstraßensatelliten-Konstellation“ (“丝路卫星”星座) bilden, ein von Smart Satellite zusammen mit dem Ethiopian Space Science and Technology Institute (ESSTI) betriebenes Projekt, das speziell für China und Afrika Erdbeobachtungs-Dienstleistungen bieten soll.
Die Abschussvorrichtung für den Satelliten wurde von der Sternentechnologie GmbH (航天恒星科技有限公司) entwickelt, einer Tochterfirma der Chinesischen Akademie für Weltraumtechnologie.
Nachdem der Frachter am 9. November 2022 um 06:55 Uhr UTC von der Station abgekoppelt hatte, um die Heckschleuse für Tianzhou 5 freizumachen, wurde zunächst ein sicheres Zeitfenster für den Start von Zhixing 3A bestimmt. Am 13. November 2022 um 21 Uhr UTC begann die Abschussvorrichtung, den Satelliten vorzuwärmen. Nach einer Stunde war Zhixing 3A, der 188 Tage in einem Ruhemodus im Weltall verbracht hatte, startbereit. Am 13. November 2022 um 22:02 Uhr UTC wurde er mit einem Federmechanismus ausgesetzt.
Knapp sieben Minuten später, um 22:09 Uhr UTC, aktivierte die Emposat GmbH (北京航天驭星科技有限公司), ein halbstaatlicher Anbieter von TT&C-Dienstleistungen mit Sitz in Peking, den Satelliten von ihrer Bodenstation in Aserbaidschan aus. Weitere sechs Minuten später, um 22:15 Uhr UTC, empfing Emposat über seine Bodenstation im Kreis Jinghe, Provinz Xinjiang, die ersten Telemetriesignale.
Nach insgesamt gut zwanzigminütiger Bahnverfolgung mit fünf Bodenstationen konnte der Zielorbit bestätigt werden:
375 × 396 km, um 41,5° zum Äquator geneigt, also mit derselben Inklination wie die Bahn des Frachters.

### Deorbit
Am 14. November 2022 um 23:21 Uhr UTC, einen Tag, nachdem er den Cubesat der Smart Satellite GmbH ausgesetzt hatte, wurde Tianzhou 4 in die Erdatmosphäre gesteuert, wo der größte Teil verglühte. Einige Trümmerstücke fielen wie vorausberechnet in den Südpazifik.